# Simiane-la-Rotonde
Simiane-la-Rotonde település Franciaországban, Alpes-de-Haute-Provence megyében. Lakosainak száma 608 fő (2022. január 1.). Simiane-la-Rotonde Banon, Montsalier, Oppedette, Revest-du-Bion, Vachères, Gignac, Lagarde-d’Apt, Saint-Christol és Viens községekkel határos.

## Népesség
A település népessége az elmúlt években az alábbi módon változott:
| Lakosok száma | 319  | 434  | 433  | 569  | 596  | 592  | 596  | 602  | 607  | 608  |
|               | 1968 | 1982 | 1990 | 2006 | 2013 | 2015 | 2017 | 2019 | 2020 | 2022 |